# Tính xã hội

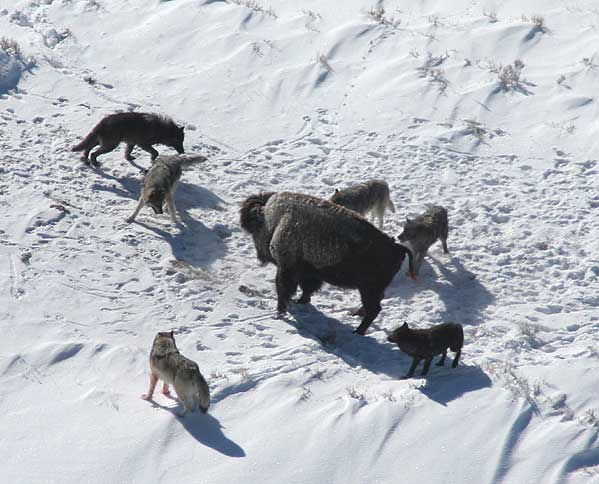
Những con sói xám đang bao vây tấn công con bò bison Mỹ.

Tính xã hội là mức độ mà các cá thể trong một quần thể động vật có khuynh hướng liên kết thành các nhóm xã hội và hình thành các xã hội hợp tác. Những động vật có tính xã hội được gọi là động vật xã hội .
Tính xã hội là một phản ứng sống còn đối với áp lực tiến hóa mà một số loài đã đạt được. Tính xã hội cũng phụ thuộc vào sự lựa chọn tiến hóa, và các lý thuyết và mô hình giải thích nguồn gốc và sự duy trì của nó rất đa dạng . Ví dụ, khi một con ong mẹ ở gần ấu trùng của nó trong tổ, ký sinh trùng ít ăn ấu trùng. Các nhà sinh học nghi ngờ rằng áp lực từ ký sinh trùng và các loài ăn thịt khác đã dẫn đến ong vespidae chọn hành vi này .
Hành vi của ong này chứng minh tính chất cơ bản nhất của xã hội động vật, là đầu tư của cha mẹ cho thế hệ kế tục. Đầu tư của cha mẹ là bất cứ chi phí nào của các nguồn lực (thời gian, năng lượng, vốn xã hội) để con cái hưởng lợi. Đầu tư của cha mẹ làm giảm khả năng đầu tư vào việc sinh sản trong tương lai và hỗ trợ cho họ hàng, kể cả con cái của con khác. Một con vật chăm sóc cho con của nó nhưng không có các đặc điểm xã hội khác được gọi là cận xã hội.
Ngược lại với động vật xã hội là động vật sống đơn độc, chỉ gặp và giao tiếp với nhau khi sinh sản.

## Tiến hóa
Để nói về tính xã hội, cần phải tôn trọng các tiêu chí nhất định: một mặt, các hành vi hợp tác và mặt khác, sự thu hút lẫn nhau giữa các cá thể, tức là nhóm động vật từ các yếu tố xuất phát từ các đồng nhất của chúng chứ không phải từ môi trường.
Tính xã hội có mặt trong các hình thức khác nhau được phân biệt theo mức độ tiến hóa của chúng:
- Giai đoạn kết bầy đàn (gregarism): được đặc trưng bởi một hình thức xã hội rất nguyên thủy, nó được giới hạn trong việc thu hút lẫn nhau. Giai đoạn này của xã hội tương ứng với các nhóm động vật phát sinh từ các yếu tố như tín hiệu hóa học, các tiếp xúc, hoặc phát sinh từ các nguồn gốc của chúng, chứ không phải từ môi trường. Và kết quả trong một sự đồng bộ hóa các hoạt động nhóm, ví dụ về dinh dưỡng, ngủ, di chuyển, bay. Đây là bước đầu tiên trong tiến trình xã hội hóa.
- Giai đoạn cận xã hội (subsocial): thiết lập các hành vi của cha mẹ (xử lý trứng, bảo vệ con cái, hoặc thậm chí cho ăn).
- Giai đoạn tập đoàn (colony): sự chăm sóc con non diễn ra trong một khu chăn nuôi phổ biến đối với một số cá thể cái.
- Giai đoạn cộng đồng (community): Cá thể cái hợp tác trong chăm sóc con non nhưng không chuyên môn hóa các nhiệm vụ.
- Giai đoạn eusocial: lối sống xã hội phức tạp nhất.

Edward O. Wilson (1975) định nghĩa ba tiêu chí cần thiết để có thể nói về eusociality :
- Hợp tác trong chăm sóc con non
- Sự chồng chập của ít nhất hai thế hệ của các cá thể, trong một phần của cuộc đời của chúng, con cháu có thể giúp cha mẹ của chúng.
- Sự tồn tại của các cá thể chuyên về sinh sản. Sự phân chia lao động này dẫn đến một xã hội được chia thành các đẳng cấp; có sự phân biệt giữa các cá nhân chúa và thợ, lính.